# Jagdpanzer 38

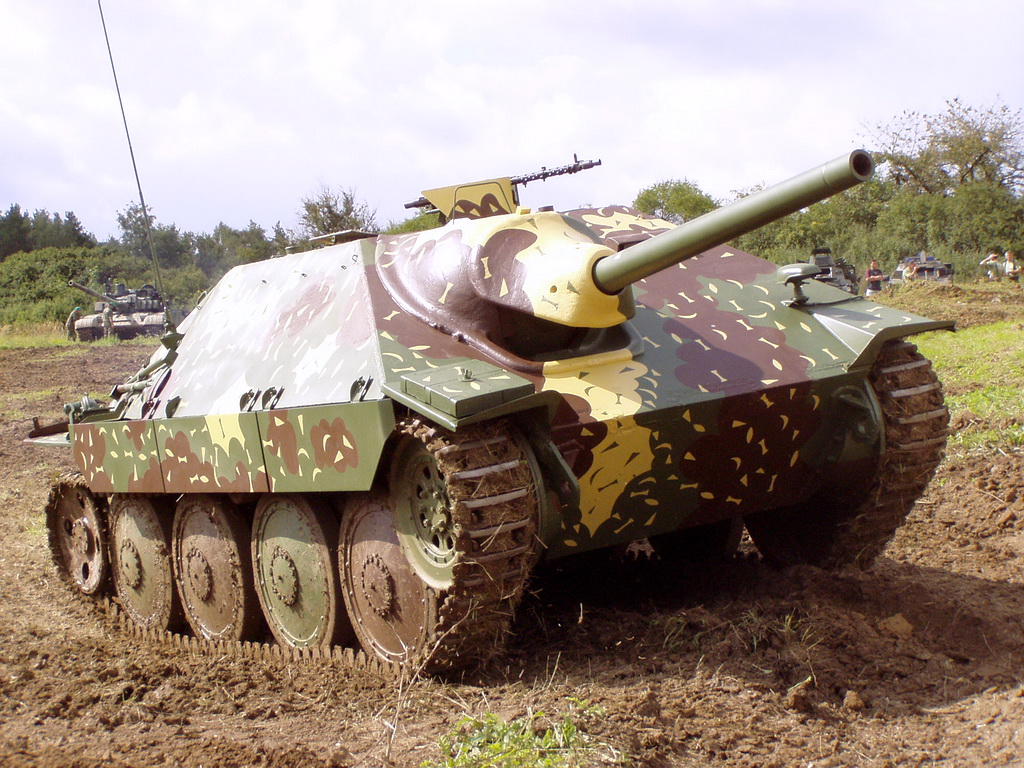
Jagdpanzer 38, більш відомий як винищувач танків «Hetzer» у Військово-технічному музеї Lešany.

Jagdpanzer 38, також знаний як Hetzer (Sd. Kfz.138/2; тр. «Ге́тцер» — переслідувач, мисливець) — німецький легкий винищувач танків (jagdpanzer) періоду Другої світової війни. Збудований на шасі чеського танка Panzer 38(t) та озброєний 75-мм гарматою Pak 40 L/46.

## Назва
До 1944 року машина називалась leichter Panzerjäger 38 t або le. Pz. Jg. 38(t) (t — позначення трофейної техніки із Чехословаччини), але згодом її було перейменовано в Jagdpanzer 38.
САУ є найбільш відомою під неофіційною назвою Hetzer, що поширилась уже після Другої світової війни. Ця назва мала бути застосована для іншого перспективного винищувача танків — E-10. Але в документації чеського заводу Škoda протягом кількох тижнів ці назви були переплутані, до отримання вказівок. За повідомленням Гайнца Ґудеріана Гітлеру, назва встигла прижитись серед солдатів. Це й поширили післявоєнні історики, зробивши найменування дуже стійким. 

## Історія
Машина створена на прохання генерала Гудеріана. Була розроблена чехословацькою фірмою BMM на шасі легкого танка Panzer 38(t) у листопаді 1943 — січні 1944 року як дешевша і масова заміна штурмовим гарматам StuG III, але надалі була перекласифікована у винищувач танків, що призначався в першу чергу для комплектування протитанкових підрозділів піхотних і кавалерійських дивізій.

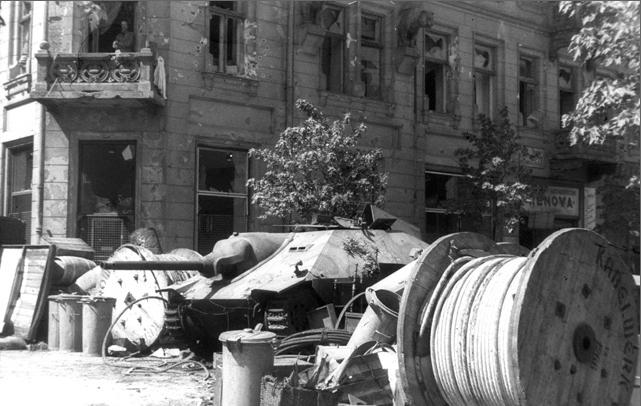
Винищувач танків Hetzer (захопленій повстанцями) в барикаді на вулиці Варшави під час Варшавського повстання 1944 р.

Серійне виробництво «Гетцера» почалося в квітні 1944 року, всього до закінчення війни було вироблено щонайменше 2827 САУ цього типу. САУ активно використовувалася німецькими військами на завершальному етапі війни, в основному на радянсько-німецькому фронті. 75 «Гетцера» у грудні 1944 — січні 1945 року було також передано Угорщині. Після війни виробництво «Гетцера» було відновлено в Чехословаччині, де САУ випускалися для потреб власної армії під позначенням ST-I/ST-III, а також за замовленням Швейцарії під позначенням G-13. Всього з 1946 року по початок 1950-х років було випущено ще 318 САУ. Хоча в Чехословаччині «Гетцери» були зняті з озброєння вже через кілька років після закінчення виробництва, у Швейцарії вони залишалися на озброєнні до 1972 року.